# Ángel Pulgar
Ángel Ramiro Pulgar Araujo (* 7. Februar 1989 in Barquisimeto) ist ein venezolanischer Radrennfahrer.

## Werdegang
Seine ersten Erfolge erzielte Pulgar auf der Bahn. 2007 gewann er dort bei den Panamerikanischen Meisterschaften die Silbermedaille im Teamsprint bei den Junioren und belegte bei den Weltmeisterschaften ebenfalls als Junior den dritten Platz im Scratch-Rennen. 2009 gelang ihm auch der Sieg des Clásico Aniversario de la Federación Venezolana de Ciclismo, den er zwei Jahre darauf wiederholen konnte. Da dieses Rennen 2011 in den Kalender der UCI America Tour zurückgekehrt war, stellte sein zweiter Erfolg dort seinen ersten Sieg bei einem Rennen in einem UCI-Kalender dar. Zudem gewann er 2010 erneut, nun in der Elite-Klasse, eine Silbermedaille im Teamsprint bei den Panamerikameisterschaften.
2011 und 2013 gewann Pulgar bei den Panamerikaspielen gemeinsam mit Hersony Canelón und César Marcano die Goldmedaille im Teamsprint, 2014 und 2015 wurden die drei Fahrer Panamerikameister in dieser Disziplin und gewannen 2014 bei den Zentralamerika- und Karibikspiele sowie den Südamerikaspielen.
2016 wurde Ángel Pulgar für die Teilnahme an den Olympischen Spielen in Rio de Janeiro nominiert und belegte mit Marcano und Marcano im Teamsprint Rang acht. 2018 wurde er Panamerikameister im Omnium und gewann bei den Zentralamerika- und Karibikspielen das Scratch-Rennen.

## Erfolge

### Bahn
2007
- Panamerikameisterschaft – Teamsprint (Junioren) (mit Randal Figueroa und José Sivira)
- Weltmeisterschaft – Scratch (Junioren)

2010
- Zentralamerika- und Karibikspiele – Teamsprint (mit Hersony Canelón und César Marcano)
- Panamerikameisterschaft – Teamsprint (mit Hersony Canelón und César Marcano)
- Zentralamerika- und Karibikspiele – Teamsprint (mit Hersony Canelón und César Marcano)

2011
- Panamerikaspiele – Teamsprint (mit Hersony Canelón und César Marcano)

2012
- Panamerikanische Meisterschaft – Teamsprint (mit Hersony Canelón und César Marcano)

2013
- Panamerikaspiele – Teamsprint (mit Hersony Canelón und César Marcano)

2014
- Panamerikameister – Sprint, Teamsprint (mit Hersony Canelón und César Marcano)
- Zentralamerika- und Karibikspiele – Teamsprint (mit Hersony Canelón und César Marcano)
- Südamerikaspiele – Teamsprint (mit Hersony Canelón und César Marcano)

2015
- Panamerikameister – Teamsprint (mit Hersony Canelón und César Marcano)
- Panamerikanische Spiele – Keirin, Teamsprint (mit Hersony Canelón und César Marcano)

2016
- Venezolanischer Meister – Mannschaftsverfolgung (mit Leonardo Torres, Luis Mendoza und José Antonio Ramos Querales)

2018
- Südamerikaspiele – Omnium
- Südamerikaspiele – Mannschaftsverfolgung (mit Clever Martinez, Carlos Linares und Luis Díaz)
- Zentralamerika- und Karibikspielesieger – Scratch
- Panamerikameister – Omnium
- Venezolanischer Meister – Scratch

2019
- Venezolanischer Meister – Omnium, Zweier-Mannschaftsfahren (mit Luis Colmenarez)

2022
- Venezolanischer Meister – Scratch, Omnium

### Straße
2011
- Clásico Aniversario de la Federación Venezolana de Ciclismo

2017
- eine Etappe Vuelta a Venezuela

## Teams
- 2011 Lara-Fúndela